# La Grande Famine de Mao
Mao's great famine est un ouvrage de l'universitaire hollandais Frank Dikötter, sur la grande famine en Chine de 1958 à 1962, à l’époque du Grand Bond en avant.
En 2011, le livre a reçu le prix Samuel-Johnson.

## Présentation
Composé de trente-sept chapitres succincts et denses, l’ouvrage décrit précisément le sort des catégories les plus vulnérables (enfants, femmes, vieillards), les stratégies de survie, les diverses façons de mourir et les lieux où l’on meurt le plus. L'horreur est décrite de « façon sobre et factuelle ». Avec les descriptions de cannibalisme, des pouvoirs de vie et de mort des cadres locaux, des cadavres de rats récupérés dans les fosses d’aisance… Selon Lucien Bianco, une des informations les plus novatrice est la révélation de la prise de conscience par Liu Shaoqi de l’importance du désastre lors d'une enquête dans son village natal du Hunan : il y apprend des villageois que la sécheresse n’a pas frappé la région l’année précédente ; en effet, « le désastre est imputable aux hommes (renhuo), non aux calamités naturelles ». Liu Shaoqi indique : « nous, dirigeants, nous sommes tous responsables ». Le dernier chapitre présente une évaluation du nombre total des victimes. En comparant les données des diverses provinces chinoises à l’argumentation rigoureuse de Cao Shuji qui donnait un chiffre de 32,5 millions de morts prématurés, Dikötter estime le bilan à 45 millions de morts dont au moins 2,5 millions de torturés à mort ou tués par la milice,.

## Critiques
Jasper Becker — auteur du premier livre paru sur le sujet, Hungry Ghosts, paru en anglais en 1997, et traduit en français sous le titre La grande famine de Mao, chez Dagorno, en 1998 —, fait l'éloge de ce livre comme un « travail brillant, soutenu par une recherche minutieuse… Les documents d'archives réunis par Dikötter… confirment que loin d'être ignorants ou induits en erreur sur la famine, les dirigeants chinois ont été informés à ce sujet tout le temps ».
L'historien anglais Ben Macintyre indique que ce récit méticuleux d'un désastre provoqué par l'homme est essentiel pour ceux qui cherchent à comprendre l'histoire du XXe siècle. Frank Dikötter a eu accès à des documents inédits. Il a créé un acte d'accusation très pénible, superbement écrit, d'une expérience révolutionnaire, orchestrée par Mao, qui a conduit à la mort de 45 millions de Chinois.
L'historien et sinologue Lucien Bianco considère cet ouvrage comme étant le premier à lire sur le sujet et l'égal de celui de Jasper Becker.

## Éditions
- Mao's Great Famine: The History of China's most devastating catastrophe, 1958-62. Walker & Company, 2010.  (ISBN 0-8027-7768-6).